# Alta Carniola

L'Alta Carniola (in sloveno Gorenjska statistična regija) è una delle 12 regioni statistiche in cui è suddivisa la Slovenia: la regione è per la sua maggior parte zona alpina e al suo interno si trova il parco nazionale del Tricorno con il monte Tricorno e il lago di Bohinj; di essa fanno parte 18 comuni: Kranj, il più grande centro urbano e commerciale, ha lo status di comune cittadino e ne è capoluogo; il turismo è l'attività più diffusa, contando circa 2 224 930 di turisti.

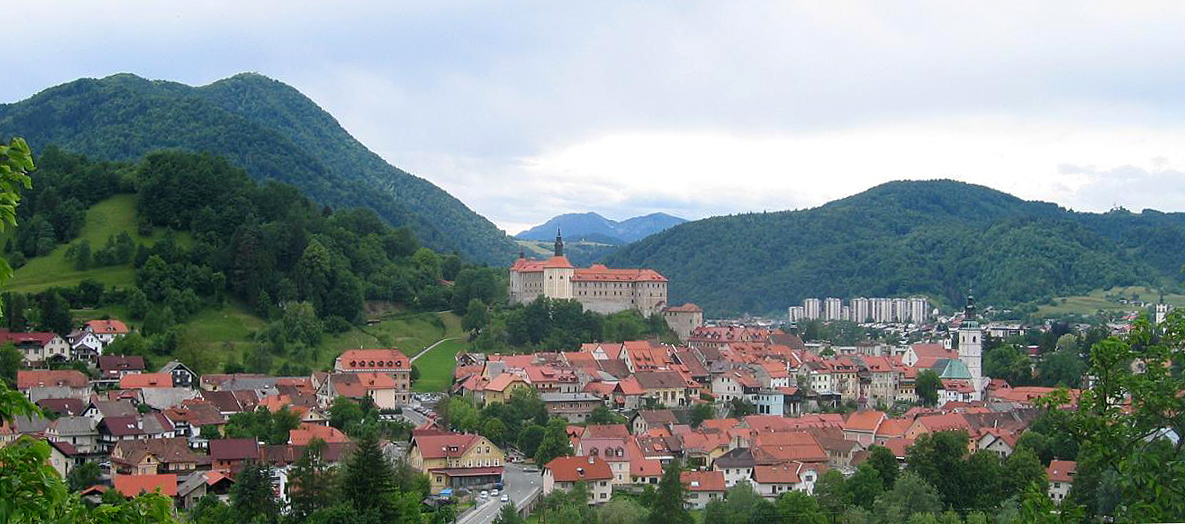
Skofja Loka

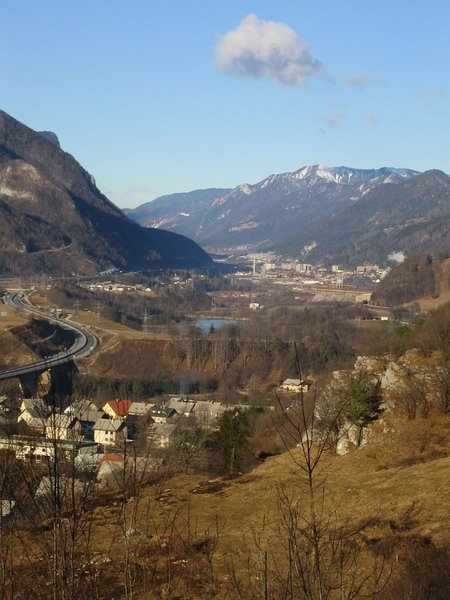
Jesenice

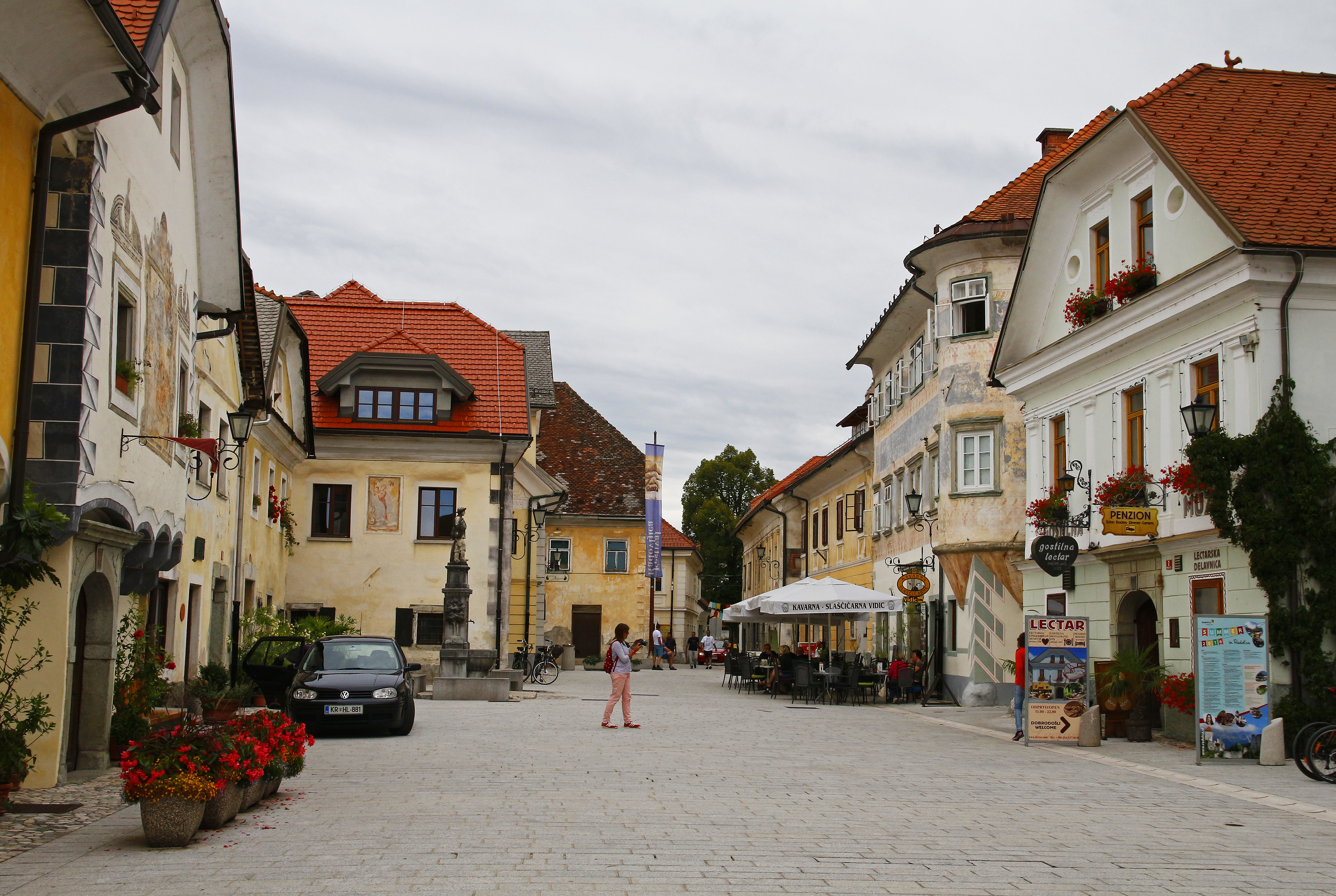
Radovljica

| Stemma | Nome                  | Mappa | Superficie km² | Popolazione (2023) | Densità Ab./km² |
| ------ | --------------------- | ----- | -------------- | ------------------ | --------------- |
|        | Bled                  |       | 72,3           | 8 190              | 113,8           |
|        | Bohinj                |       | 333,7          | 5 439              | 16,3            |
|        | Cerklje na Gorenjskem |       | 78             | 7 854              | 100,6           |
|        | Gorenja vas-Poljane   |       | 153,3          | 7 646              | 49,8            |
|        | Gorje                 |       | 116,2          | 2 793              | 24              |
|        | Jesenice              |       | 75,8           | 21 883             | 288,7           |
|        | Jezersko              |       | 68,8           | 671                | 9,7             |
|        | Kranj                 |       | 148            | 57 171             | 386,2           |
|        | Kranjska Gora         |       | 256,3          | 5 878              | 22,9            |
|        | Naklo                 |       | 28,3           | 5 495              | 194             |
|        | Preddvor              |       | 87,0           | 3 870              | 44,4            |
|        | Radovljica            |       | 118,7          | 19 315             | 162,7           |
|        | Šenčur                |       | 40,3           | 8 939              | 221,8           |
|        | Škofja Loka           |       | 146,0          | 23 779             | 162,7           |
|        | Tržič                 |       | 155,4          | 15 058             | 97              |
|        | Železniki             |       | 163,7          | 6 643              | 40,5            |
|        | Žiri                  |       | 49,2           | 5 055              | 102,7           |
|        | Žirovnica             |       | 42,6           | 4 509              | 105,8           |
|        | Totale                |       | 2 137          | 210 188            | 119,11          |